# Beyssac Beaupuy Marmande
El Beyssac Beaupuy Marmande es un equipo de baloncesto francés con sede en la ciudad de Marmande, que compite en la NM2, la cuarta competición de su país. Disputa sus partidos en la Salle de la Gravette.

## Posiciones en liga
| - 2007 - (1-N3) - 2008 - (N2) - 2009 - (8-NM2) - 2010 - (9-NM2) - 2011 - (10-NM2) - 2012 - (10-NM2) - 2013 - (4-NM2) - 2014 - (11-NM2) | - 2015 - (3-NM2) - 2016 - (12-NM2) - 2017 - (9-NM2) - 2018 - (8-NM2) - 2019 - (9-NM2) - 2020 - (7-NM2) - 2021 - (Cancelada-NM2) - 2022 - (2-NM2) |